# Dolhești (gmina w okręgu Suczawa)
Dolhești – gmina w Rumunii, w okręgu Suczawa. Obejmuje miejscowości Dolheștii Mari, Dolheștii Mici i Valea Bourei. W 2011 roku liczyła 3502 mieszkańców.